# Zăpodia (okręg Buzău)
Zăpodia – wieś w Rumunii, w okręgu Buzău, w gminie Costești. W 2011 roku liczyła 13 mieszkańców.